# Lauryn Hill
Lauryn Noel Hill-Marley (South Orange, New Jersey, 1975. május 25. –) többszörös Grammy-díjas amerikai énekesnő, rapper, zenész, zenei producer és filmszínésznő.
Kezdetben a hírnevét a Fugees legláthatóbb szóbeli tagjaként alapozta meg. 1998. augusztus 25-én elindította a szólókarrierjét azáltal, hogy kibocsátotta a kritikusan dicsért albumot  (The Miseducation Lauryn Hill) az akkor-felszínre kerülő neo-lélek-műfaj egy szélesebb kereskedelmi platformra lett. Négy év múlva, kibocsátotta az ellentmondásos MTV Unplugged No 2.0; a teljesen eredeti anyag egy élő albumát (So Much Thingset kivéve Saynek és The Conquering Lionnak). Hat Grammy-díjat nyert és négy gyermeke van Rohan Marley-től, a reggaelegenda Bob Marley hetedik fiától.

## Életrajz

### Gyermekkor
Lauryn Hill South Orange-ben született, (New Jersey). A Columbia High School-ba járt Maplewoodban, (New Jersey). Lauryn aktív diák volt, mazsorettezett és előadóművészkedett, Lauryn nagyon korán elkezdte a színjátszáskarrierjét is. 1988-ban, 13 éves korában Hill Amateur Night versenyzőként jelent meg a Showtime-ban az Apollónál. Hill elénekelte a saját dalát, amely William "Smokey" Robinson dalának a verziója volt "Who's Lovin You?". Lauryn idegesen, távol a mikrofontól énekelt, először kifütyülték, de Hill kitartott és végül a dalát a közönség tapsára fejezte be.
Hill Kira Johnsonként csatlakozott az As The World Turns szereplőgárdájához. 1993 decemberében, Lauryn Whoopi Goldberggel szerepelt az Apáca show 2-ben. A filmben elhangzott dalok: "His Eye Is on the Sparrow"(egy duett Tanya Blounttal ) és "Joyful, Joyful". Lauryn Ritaként szerepelt az Apáca show 2. – Újra virul a fityula című filmben, a szerepet úgy kapta meg, hogy Roger Ebert "a nagy örömteli hangú lánynak" nevezte őt. Bár az Apáca show 1. és 2. eredeti szerkezeteként úgy gondolták ki, hogy mivel Whoopi Goldberg komikus, Lauryn szerepe a második részben kapja majd a nagyobb figyelmet. Egyéb szereplései: MC Lyte; a mozgóképekkel a XII. században játszódó King of the Hill (Arlettaként az Elevator Operator); Hav Plenty (1997); és Restaurant (1998). Énekesként 1996-ban jelentek meg filmzenéi (számcím: "Can't Take My Eyes Off You") és a Divine Secrets of the Ya-Ya Sisterhood 2002-ben (a rajta lévő "Selah" című számot, a lányának Selah-nak szánta).

## Magánélete
Lauryn 1996 óta járt együtt egy Rohan Marley nevű sráccal, aki a reggaezene-ikon Bob Marley fia. Lauryn férjeként említi Rohan Marleyt, de nem erősítették meg törvényesen a házasságukat. Egy 2003. októberi Rolling Stone cikk szerint Marley soha nem vált el az első feleségétől, Geraldine Khawlyt-től, akit 1993-ban vett el míg másodéves volt a Miami Egyetemen és akitől van egy lánya, Eden Marley és egy fia, Nicolas Marley. Azonban 2005. nyarán a Trace magazin meginterjúvolta Lauryn Hillt és Rohan Marleyt, és Marley azt mondta, hogy ez az egész egyáltalán nem igaz, és hogy sok hazugságot írnak róluk. Ezidáig négy gyermekük született: a legidősebb fiú Zion David Hill-Marley (1997. augusztus 3.); a lányuk Selah Louise Marley (1998. november 12.); második fiúk Joshua Marley (2002. január) és a legkisebb gyermekük John Marley (2003. nyár). 2007 októberére várják az ötödik gyermeküket. Lauryn a legidősebb fiához, Zionhoz írt egy dalt ("To Zion") melyet az első szólóalbumán megtalálhatuk. Az album címe: "The Miseducation of Lauryn Hill". A "Selah" című száma, amely a Divine Secrets of the Ya-Ya Sisterhood filmzenéje, a lánya nevét viseli. A szöveg szerint a dal az Istennel való kapcsolatáról szól.
Sokan támadják amiatt, hogy burkoltan (és nem burkoltan) sértegeti az LMBT társadalmat. A transzvesztitákról és a homoszexuális férfiakról több dalában is megengedhetetlen hangnemben beszél, emiatt több emberjogi szervezet is tiltakozását fejezte ki.